# 巴讷圣母
巴讷圣母（法語：Notre-Dame de Banneux），或称贫寒者圣母，是对于1933年1月15日至3月2日期间，聖母瑪利亞多次在比利时列日市南部的一个小村庄巴讷显现给瑪莉特·貝可（Mariette Beco）的尊称。在1952年经过天主教會对该地区圣母显圣事件的严格审查后，该地区被教会批准为合法朝圣地。目前该地已被建立为一座著名的朝圣中心。

## 显圣事迹
瑪莉特·貝可（1921年—2011年）是一个拥有七个孩子的工人家庭的长女，他们家在巴讷城外从路维涅到列日镇的公路边一所狭窄的小房子里。在1933年1月15日寒冷阴雨的冬夜里，12岁的瑪莉特透过窗户看见在栅栏外的大路上行走着一名散发着光辉的妇人。她怀着虔诚的心告诉她父母她看见了聖母瑪利亞，但也因此被她父母称为“傻子”。
圣母显现在1月15日到3月2日期间，共显现了八次，每次都在同一时间——晚上19点，并且几乎每次圣母显现都是在阴雨恶寒的恶劣天气下出现的。即使如此也不能阻止瑪莉特向那在路边徘徊的美丽妇人走去，并且那妇人邀请她去挖掘一个洞。一眼泉从中喷出：“将你的手伸入这水中……”。1月19日，这位妇人自称是“贫寒者圣母”。在多次显现后，圣母走向这口泉，对瑪莉特说：“我来，是为帮助人们减轻痛苦。”在二月6、7日，圣母的嘱咐是“请多祈祷吧，再见。”而在3月2日，圣母伸出手并祝福她，说：“我是救世主的母亲，天主之母。请多祈祷吧。天国再见。”瑪莉特意识到这第八次显现是最后一次了。
在受到讥笑之后，瑪莉特受到来自巴讷的本堂，路易斯·雅敏（Louis Jamin）主教（1898-1961）越来越严厉的审问。她交代了每一次圣母显现的事迹与其所说的话语。但她的真诚并没能打消他们的怀疑。大部分的人，包括那些怀疑者、同情者或是好奇者，在2月11日至3月2日的显现中一直陪伴她的那些人，都没看见那些变化，也没看见瑪莉特似乎与什么人有交谈。
在最后，按照“贫寒者圣母”清晰的指示（于1月20日的显现中），该处建立了一座小教堂，并于1933年8月15日（圣母升天节）祝圣并投入使用。

## 测试与调查
一名偏瘫的怀疑者——恩斯特·波提特（Ernest Boutet），在饮用由该泉所流之水以后就治愈了（该事发生在1933年3月底）。在得知有大量朝圣者涌入该地后，一组由教会任命的调查团进入该地。在1935年至1937年间，主教调查团审查了关于显圣事迹，瑪莉特的宣告，以及主教雅敏的口述证词的资料。而随着大量由病人组成的朝圣团的到来，于1939年当地修建了一座广场用于招待这些朝圣者。
列日的修女魯特嘉德（Lutgarde）被医生宣告患了不可康复的骨质流失疾病，在坚持每日饮用巴讷泉水后该病痊愈了。在一直观察她身体健康情况的主治医生看来，这件事完全不可思议（于1937年6月）。这是第一起被公众知晓的奇迹。如同这样的案例报道越来越多，而第一组调查团没有理由因为怀疑这些朝圣者的真诚之心而质疑这些见证的真实性。于是，1942年3月19日，列日主教路易斯-約瑟夫·柯霍夫斯（Louis-Joseph Kerkhofs）批准了对巴讷圣母的敬礼。一些为病人而成立的援助组织也相应地成立了。
第二组主教调查团于1942年5月到1945年2月间进行调查，并最后得出结论证实巴讷所发生的事迹是超自然现象。1949年八月22日路易斯-約瑟夫·柯霍夫斯主教正式承认“这些显现是真实的”。之后1952年教廷正式承认巴讷圣母显圣。在1956年八月14日，比利时駐教廷大使，时任主教的葉夫列姆·弗尼（Efrem Forni）枢机庄严的为巴讷圣母像进行了加冕仪式。

## 对圣母的敬礼
来自比利时及周边国家的各类朝圣团，尤其是病人朝圣团日见增多。而奉巴讷圣母做主保的教堂也在多地开始修建，如罗马（1952年）、卢旺达（1952年）、旺多厄夫尔莱南西（1953年）、伦敦（1954年）、马恩河畔拜阿尔（1954年）、马尔巴克（1955年）、伊西萊穆利諾（1955年）、基桑圖（1955年）等等。一所建立于1954年的世俗学校亦称“贫寒者圣母的仆人”。
1958年，一座为该泉而塑的纪念碑落成。1959年，巴讷迎来她第一百万个朝圣者。
巴讷圣母大殿每年大约会迎来700 000名游客与朝圣者，其中至少10000是病人。在1985年，教宗若望保禄二世访问巴讷。在4月到10月的朝圣季，每天在巴讷都会举行圣体圣事，为病人献弥撒、默祷，也有不少为儿童与青年举行的活动。

## 瑪莉特·貝可
她生于1921年3月25日。在可能情况下最大的审慎与对诱惑的拒绝中，她结婚并被引领过上平凡的家庭生活。她多次不露姓名地去观望那眼泉，拜访显圣教堂。2011年12月2日，她于教堂附近的老人院中去世。在2008年纪念显现75周年的礼仪中，她向该堂的本堂神父说出最后一句话：“我并不是福音的唯一传播者，但一旦福音得到传播，传播者将不再重要。”